# نشریه هاکافاشیست آکان ترتیک
نشریهٔ هاکافاشیست آکان ترتیک (به فارسی: نامهٔ ضد فاشیست‌ها) نشریه‌ای است به زبان ارمنی که از سال ۱۹۴۳ تا ۱۹۴۴ و در تبریز منتشر می‌شد.